# Haçane ibne Cataba
Haçane ibne Cataba ibne Xabibe Altai (Al-Hasan ibn Qahtaba ibn Shabib al-Ta'i - lit. "Haçane, filho de Cataba, filho de Xabibe Altai"; 713 - 797) foi um militar sênior do início do Califado Abássida.

## História

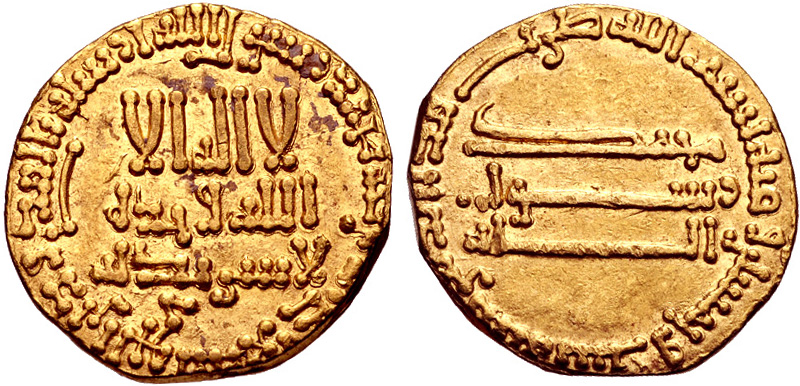
Dinar de ouro de Almançor r.

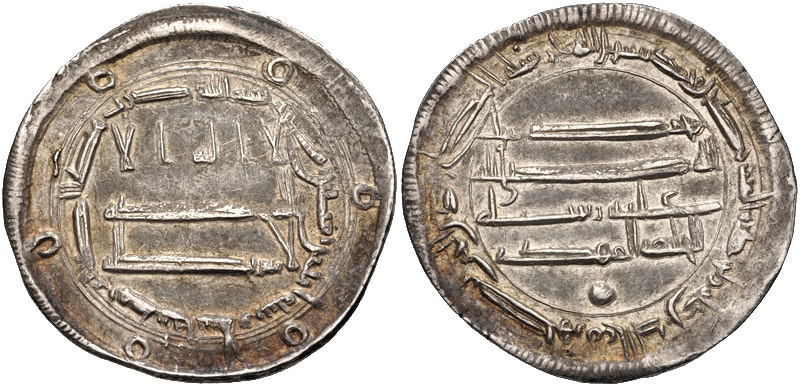
Dirrã de Almadi r.

Foi o filho de Cataba ibne Xabibe Altai, que junto com Abu Muslim Coraçani liderou a Revolução Abássida que derrubou o Califado Omíada. Junto com seu irmão Humaide ibne Cataca, Haçane foi ativo na causa abássida em Coração durante os anos antes da revolução, servindo como um vice-nácibe. Durante a revolução em si, junto com seu pai, foi um dos principais comandantes na campanha que trouxe os exércitos abássidas de Coração ao Iraque; ele tomou parte na perseguição de Nácer ibne Saiar e a vitória de Nemavande, e apesar da morte de seu pai contra o governador omíada Iázide ibne Omar Alfazari, Haçane liderou um exército de Coração em Cufa.
Após a revolução, Haçane serviu o futuro califa Almançor (r. 754-775) como vice-governador na Armênia, que ajudou a pacificar, e ficou ao lado de Almançor contra a rebelião de Abedalá ibne Ali na Síria em 754. Depois disso, foi ocasionalmente nomeado para a fronteira com o Império Bizantino, onde liderou os raides de verão na Ásia Menor em 766, 779 e 780. Provavelmente também pode ser identificado como o Muquésia (Μουχεσίας) das fontes bizantinas, o que indica que uma das ordens do califa Almadi (r. 775–785) foi seu envolvimento em perseguições e conversões forçadas de cristãos na Síria.
Embora distinguido como um membro do seleto ahl al-bayt, a elite coraçane do regime abássida, e muito rico — como muitos comandantes abássidas, recebeu porções da recém-construída capital, Bagdá, como uma concessão — Haçane desempenhou quase nenhum papel político na corte. Morreu em 797 com 84 anos. Seus filhos, Maomé, Ali e Saíde, também ocuparam cargos de governador em várias províncias. Na Quarta Fitna, eles permaneceram com Alamim (r. 809–813) contra Almamune (r. 813–833). Tal como muitas das antigas famílias abássidas, eles perderam poder, embora não sua riqueza, após o triunfo de al-Ma'mun na guerra civil.